# Oficina Central de Estadísticas de Israel
La Oficina Central de Estadísticas de Israel (en hebreo: הלשכה המרכזית לסטטיסטיקה - HaLishka HaMerkazit LeStatistika - conocido también por sus siglas en inglés: ICBS, Israel Central Bureau of Statistics) es el organismo gubernamental encargado de realizar las estadísticas en Israel. Establecido en 1949, su función principal es elaborar y publicar los resultados estadísticos sobre todos los aspectos de la vida en Israel, incluyendo población, sociedad, salud, economía, comercio, industria y educación.
El organismo, financiado en su mayor parte con fondos públicos, está encabezado por un funcionario del Gobierno, que es nombrado por recomendación del primer ministro. La ICBS tiene su sede en el barrio de Givat Shaul de Jerusalén, con otra sucursal en Tel Aviv.